# Polyura wardii
Polyura wardii är en fjärilsart som beskrevs av Moore 1895. Polyura wardii ingår i släktet Polyura och familjen praktfjärilar. Inga underarter finns listade i Catalogue of Life.